# Келишка розколота
Келишка розколота (Calypogeia fissa) — вид печіночників родини келишкових (Calypogeiaceae).

## Поширення
Батьківщиною є Європа, Африка, Азія, Північна Америка.
Печіночник, що уникає вапна, росте на суглинистому ґрунті в ярах і на насипах у світлих і тінистих свіжих місцях у лісах, рідше на болотистих місцях і на болотах. У Європі поширений як середземноморсько-океанічний вид від низин до низинних гірських районів.

## Характеристика
Утворює блідо-зелені галявинки, окремі пагони якого мають ширину до 4 міліметрів і довжину до 5 сантиметрів. Нещільно черепицеподібні бокові листки мають яйцеподібну форму і найширші трохи вище основи. Відігнуті кінчики листя зазвичай зрізані під коротким гострим кутом і тому двозубі, але іноді вони також просто загострені або вузько закруглені. Тонкостінні клітини шестикутної пластинки мають розмір приблизно 35–50 мкм на 40–60 мкм в середині листка і містять від 4 до 8 овальних масляних тілець водяного кольору. Нижнє листя часто ледь ширше стебла, але нерідко приблизно в 2.5 рази ширше стебла. Вони розділені на дві трикутно-яйцевидні частки довжиною до 1/2 або 3/4 довжини, зовнішні краї яких часто забезпечені зубцем або горбками. Мох однодомний, плодоносить рідко. Виводкові тіла часто присутні, вони від овальної до еліпсоїдної форми і розміром від 24 до 42 мкм.